# Кіпшеньга
Кіпшеньга́ (рос. Кипшеньга) — село у складі Нікольського району Вологодської області, Росія. Входить до складу Нікольського сільського поселення.
Стара назва — Кіпшенга.

## Населення
Населення — 145 осіб (2010; 173 у 2002).
Національний склад (станом на 2002 рік):
- росіяни — 99 %